# Melolobium candicans
Melolobium candicans är en ärtväxtart som först beskrevs av Ernst Meyer, och fick sitt nu gällande namn av Christian Friedrich Frederik Ecklon och Carl Ludwig Philipp Zeyher. Melolobium candicans ingår i släktet Melolobium och familjen ärtväxter. Inga underarter finns listade i Catalogue of Life.